# Hesperange
Hesperange (in lussemburghese: Hesper, in tedesco: Hesperingen) è un comune del Lussemburgo sud-occidentale. 
Fa parte del cantone di Lussemburgo, nel distretto omonimo. Si trova a sud-est della capitale.

## Dati demografici
La popolazione complessiva del comune è di 12.196 abitanti, dei quali 6.439 lussemburghesi, 1.411 portoghesi, 978 francesi, 760 italiani, 476 belgi, 384 tedeschi e 1.748 di altre nazionalità.
Nel 2006 la città di Hesperange, capoluogo del comune, aveva una popolazione di 2.183 abitanti. Altre località che fanno capo al comune sono Alzingen, Fentange, Howald e Itzig.

## Politica
Il sindaco è Marie-Thérèse Gantenbein-Koullen.

## Sport
Ad Hesperange gioca l'FC Swift Hesperange, una squadra di calcio che gioca nella massima serie lussemburghese. Le partire della squadra, che nel 1989-90 ha vinto la coppa di Lega, si disputano allo Stade Alphonse Theis.

## Galleria d'immagini

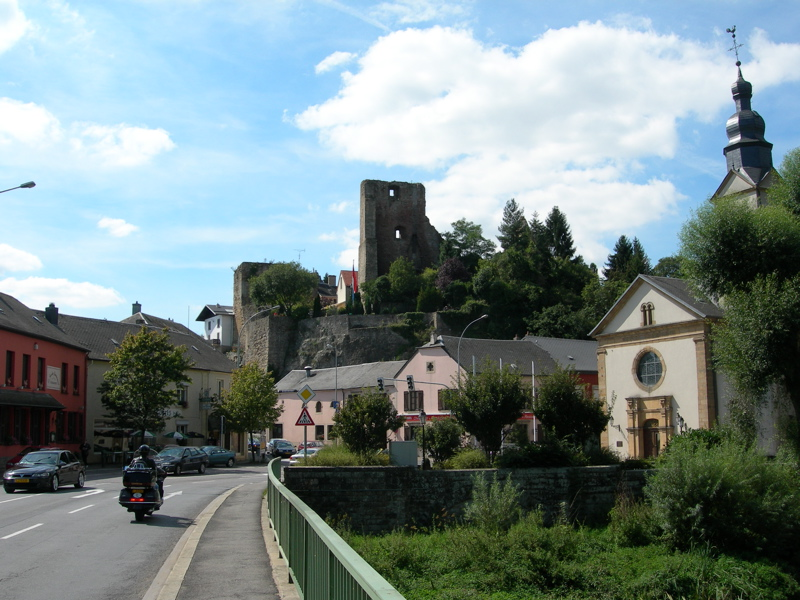
La fortezza di Hesperange
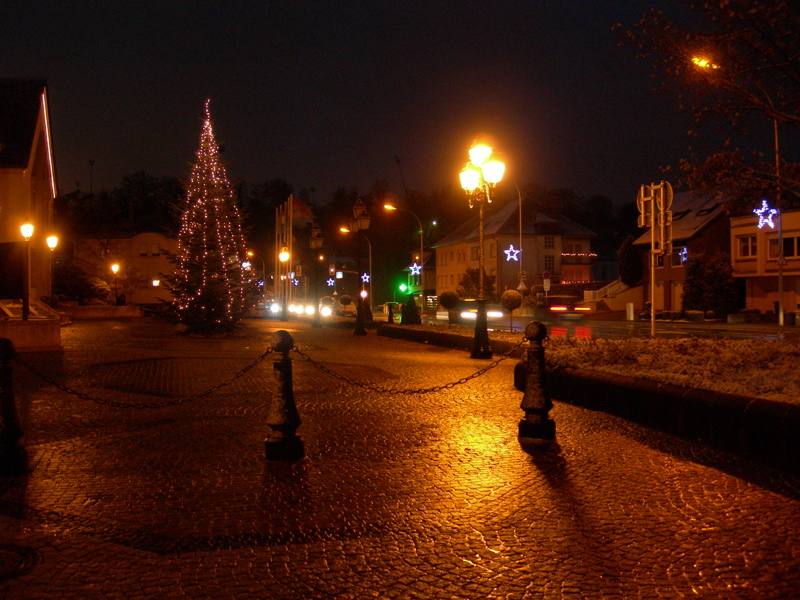
Hesperange di notte
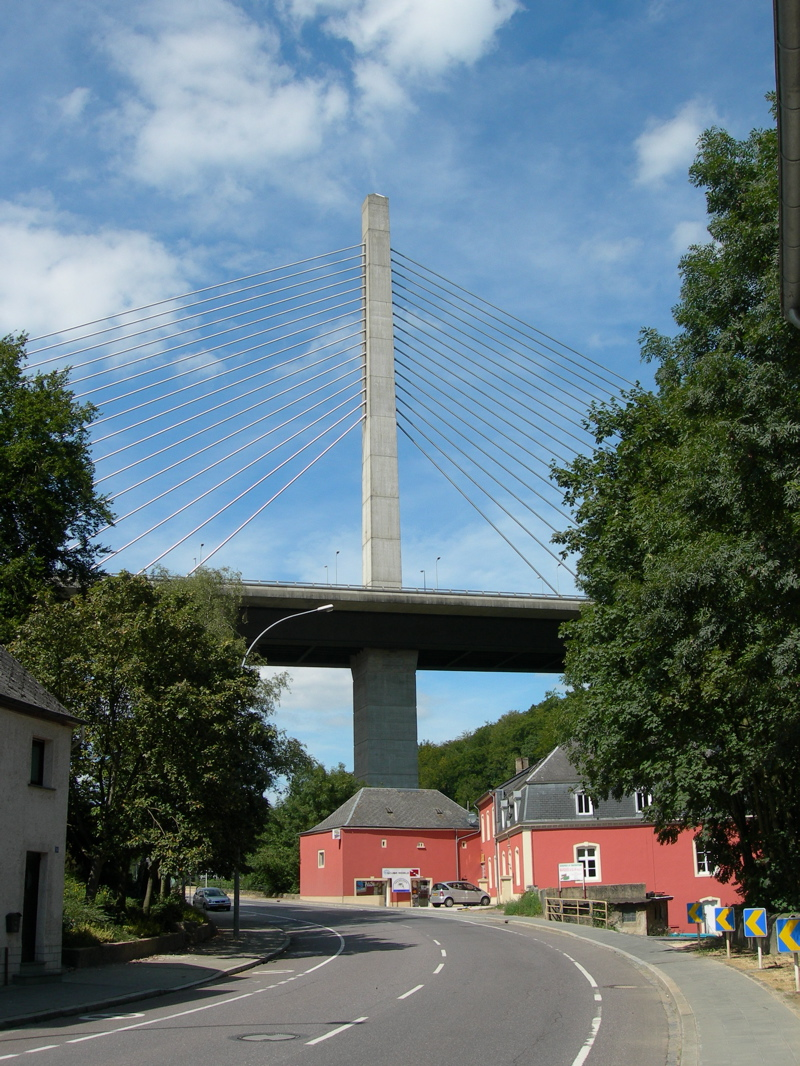
Il ponte di Hesperange

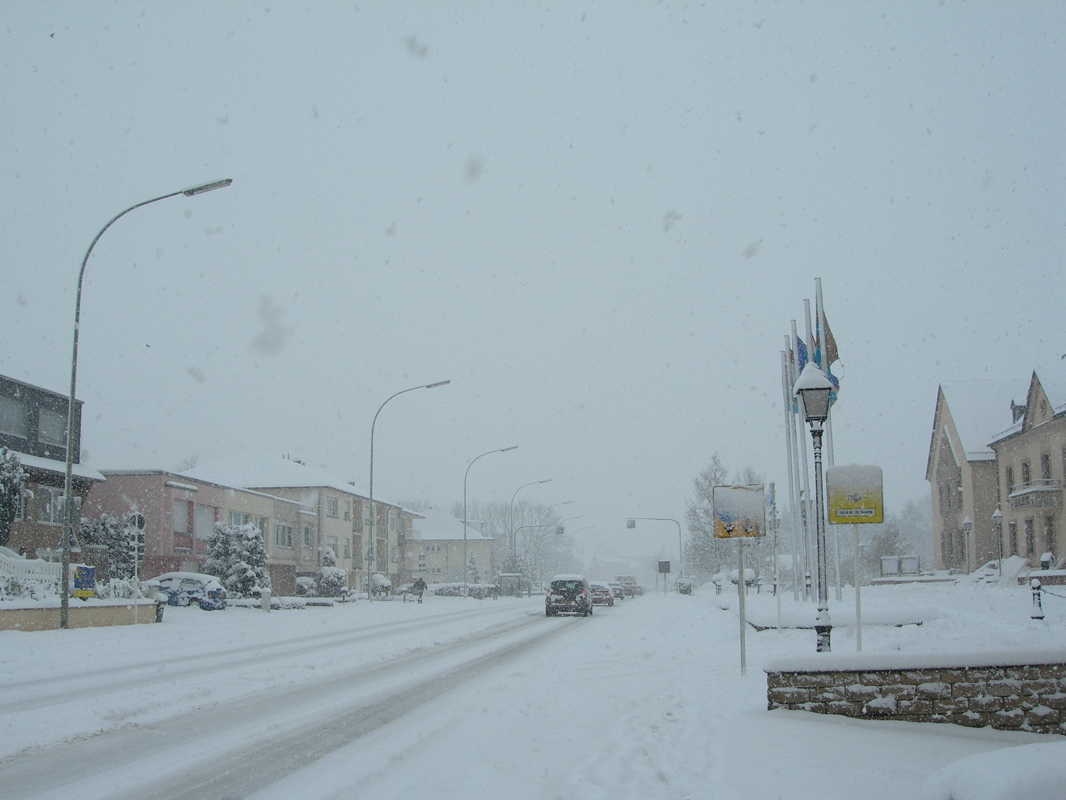
Sotto la neve
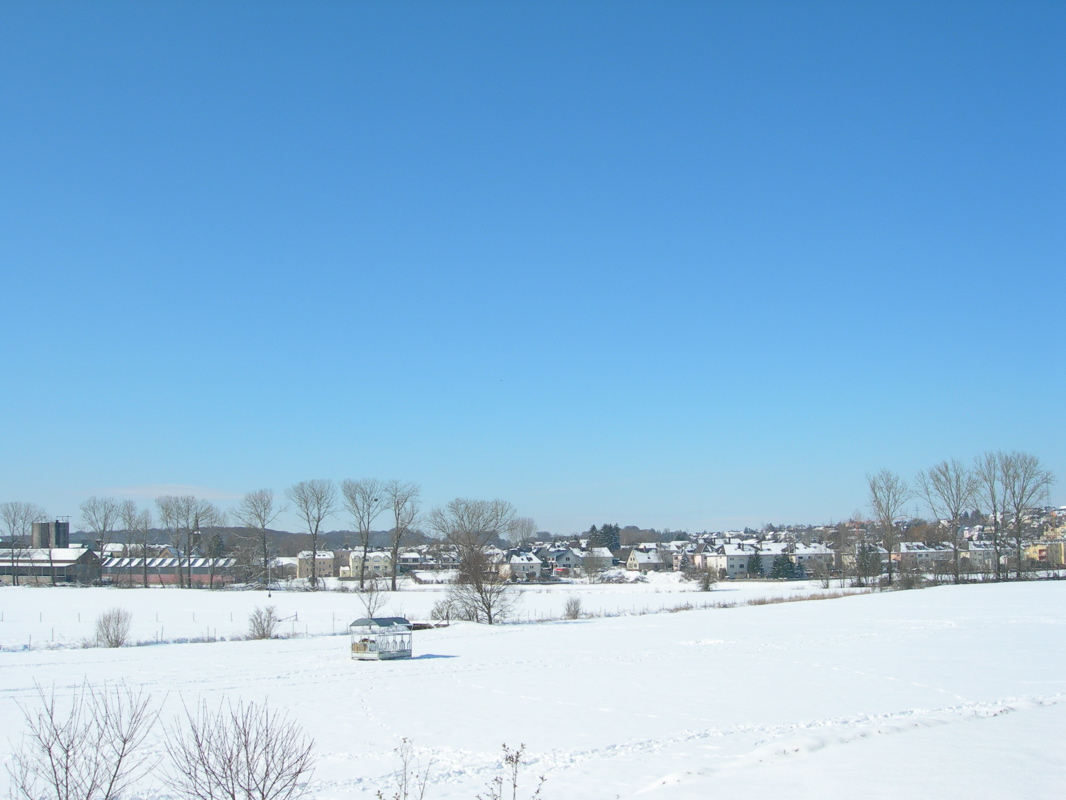
Un'altra nevicata